# Первомайський (Третьяковський район)
Первома́йський (рос. Первомайский) — селище у складі Третьяковського району Алтайського краю, Росія. Входить до складу Третьяковської сільської ради.

## Населення
Населення — 652 особи (2010; 794 у 2002).
Національний склад (станом на 2002 рік):
- росіяни — 87 %